# 美芝路
美芝路（英语：Beach Road、马来语：Jalan Pantai），是新加坡的道路之一，它也是一条在新加坡最早发展的道路之一，位於加冷與新加坡市中心之間。莱佛士酒店就坐落在这条街上。

## 地标
- 美芝路旧警察局
- 莱佛士酒店
- 琼州天后宫